# Mia Malkova
Mia Malkova, nacida Melissa Ann Hevner (Palm Springs, California; 1 de julio de 1992), es una actriz pornográfica y modelo erótica estadounidense.

## Carrera
Antes de ingresar a la industria para adultos, Malkova trabajó en la industria de servicios de alimentos, consiguió su primer trabajo en McDonald's cuando cumplió 16 años y luego trabajó en Sizzler hasta el fin de semana en que filmó su primera escena.
Entró a la industria del cine para adultos por la también actriz Natasha Malkova, amiga suya de la escuela. Está representada por la agencia Matrix Models.
Fue Treat Twistys del Mes en diciembre de 2012 y Twistys Treat of the Year en 2013. Fue intérprete contratada para su empresa matriz, MindGeek, durante ese tiempo. Cuando ese contrato expiró en 2014, firmó un contrato con otra compañía, Hard X, para realizar escenas exclusivamente con hombres mientras se le permitía realizar escenas sin hombres con otras compañías. Malkova es el tema central del documental de Ram Gopal Varma de 2018 God, Sex and Truth sobre la fuerza de la sexualidad y la belleza de las mujeres. En diciembre de 2019, el streamer de Hearthstone, Trump, y ella lanzaron un dueto cantando juntos "A Whole New World".
En abril de 2020, Malkova, junto a otras once actrices, apareció en el vídeo musical de la canción de G-Eazy Still Be Friends. En octubre de 2020, Malkova apareció en el vídeo musical de la canción de Ninja Sex Party Wondering Tonight. Ese mismo año, volvió a trabajar con Ram Gopal Varma para desempeñar el papel principal en el thriller erótico indio Climax. La película, que se estrenó a través de OTT, tuvo éxito comercial a pesar de recibir críticas negativas de la prensa y del público. Malkova fue la quinta actriz porno más buscada en 2021, según el sitio web de intercambio de vídeos porno Pornhub. En enero de 2022, fue copresentadora de la 39.ª edición de los Premios AVN junto con Mighty Emelia. A principios de la década de 2020, comenzó a ganar atención como transmisora de Twitch y creadora de contenido de OnlyFans. En su mayor parte se retiró de la industria del porno para centrarse en la transmisión de Twitch. En noviembre de 2023, Malkova tenía más de 675 000 seguidores en Twitch.
Según indicó en una entrevista, eligió el nombre Mia Malkova porque «suena como ruso». "Sentía que era un nombre más atractivo, como el de una supermodelo europea". A pesar de adoptar este nombre por lo general, también ha rodado con otros seudónimos.
En junio de 2014, el fabricante de juguetes sexuales Doc Johnson anunció que lanzarían un nuevo producto basado en un molde de la anatomía de Malkova.
En octubre de 2016 fue elegida Penthouse Pets de la revista Penthouse.

## Vida personal
Malkova tiene un hermano, con el nombre artístico de Justin Hunt, quien también trabaja en la industria pornográfica. Se casó con el actor Danny Mountain en 2014, divorciándose cuatro años después. Es atea.

## Premios y nominaciones
| Año  | Ceremonia        | Resultado | Premio                                                             | Trabajo                     |
| ---- | ---------------- | --------- | ------------------------------------------------------------------ | --------------------------- |
| 2013 | Galaxy Award     | Ganadora  | Mejor B/G Escena (con Johnny Castle)                               | My Dad's Hot Girlfriend 18  |
| 2013 | NightMoves Award | Nominada  | Mejor Nuevo Starlet                                                | N/D                         |
| 2013 | Orgazmik Award   | Ganadora  | Mejor Eyecatcher                                                   | N/D                         |
| 2013 | Sex Award        | Nominada  | La nueva chica más caliente (finalista)                            | N/D                         |
| 2014 | Premios AVN      | Ganadora  | Mejor escena de sexo en grupo (con Gracie Glam & Raven Rockette)   | Meow! 3                     |
| 2014 | Premios AVN      | Nominada  | Mejor escena de sexo (con Manuel Ferrara)                          | Cuties 4                    |
| 2014 | Premios AVN      | Nominada  | Mejor escena de sexo (con Jessie Andrews)                          | Girl Crush 3                |
| 2014 | Premios AVN      | Ganadora  | Mejor actriz revelación                                            | N/D                         |
| 2014 | Premios AVN      | Nominada  | Mejor escena de sexo oral                                          | Swallow This 30             |
| 2014 | Premios AVN      | Nominada  | Mejor escena de sexo oral                                          | All Natural Glamour Solos 3 |
| 2014 | Premios AVN      | Nominada  | Mejor escena de trío H-M-H (con Ramón Nomar y Mick Blue)           | Mia                         |
| 2014 | Premios XBIZ     | Nominada  | Mejor actriz revelación                                            | N/D                         |
| 2014 | Premios XBIZ     | Nominada  | Mejor escena - Característica para no estreno (con Danny Mountain) | Eternal Passion             |
| 2014 | Premios XBIZ     | Nominada  | Mejor escena - Puras Chicas (con Malena Morgan)                    | We Live Together 29         |
| 2014 | Premios XRCO     | Nominada  | Nueva Starlet                                                      | N/D                         |
| 2014 | Premios XRCO     | Ganadora  | Sueño de crema                                                     | N/D                         |